# Erfurter TC Rot-Weiß
Der Erfurter Tennisclub Rot-Weiß ist ein Tennisverein aus der thüringischen Landeshauptstadt Erfurt, der im Jahr 1903 gegründet wurde.
2003 stieg der Verein in die 2. Bundesliga auf. Dort gewannen die Erfurter im Jahr 2005 alle acht Spiele und stiegen als Tabellenerster in die Tennis-Bundesliga auf. Mit 10:8 Punkten belegte der Verein 2006 in seiner ersten Saison den vierten Platz, 2007 errang man den Vizemeistertitel. 2011 wurde man mit Topspieler Xavier Malisse Bundesliga-Dritter.
2015 zog sich der Verein aus dem Spielbetrieb der Bundesliga komplett zurück.